# 井上友二
井上 友二（いのうえ ゆうじ、1948年10月19日 - ） は、日本の技術者。NTT取締役最高技術責任者や、トヨタIT開発センター代表取締役会長、情報通信技術委員会理事長、電子情報通信学会会長などを歴任した。

## 人物・経歴
福岡県福岡市出身。1967年福岡県立修猷館高等学校卒業。1971年九州大学工学部電子工学科卒業。1973年九州大学大学院工学研究科修士課程電子工学専攻修了、日本電信電話公社入社。1986年九州大学工学博士。1997年日本電信電話国際本部担当部長。1998年日本電信電話マルチメディアネットワーク研究所所長。1999年NTTデータ技術開発本部副本部長、モンゴル科学技術大学名誉教授。2000年NTTデータ取締役技術開発本部副本部長兼ビジネス企画本部副本部長。2001年NTTデータ取締役開発本部長。2002年NTTデータ取締役技術開発本部長、日本電信電話取締役第三部門長（研究部門統括）、最高技術責任者。2007年情報通信技術委員会専務理事・事務局長。同年情報通信技術委員会理事長。2010年トヨタIT開発センター代表取締役会長。2013年電子情報通信学会会長。2018年のうえノバ代表取締役社長。静岡大学客員教授、チリ大学客員教授、早稲田大学客員教授、応用セキュリティフォーラム理事長、情報セキュリティフォーラム理事など。IEEEフェロー、電子情報通信学会フェロー。